# Léon Zadoc-Kahn

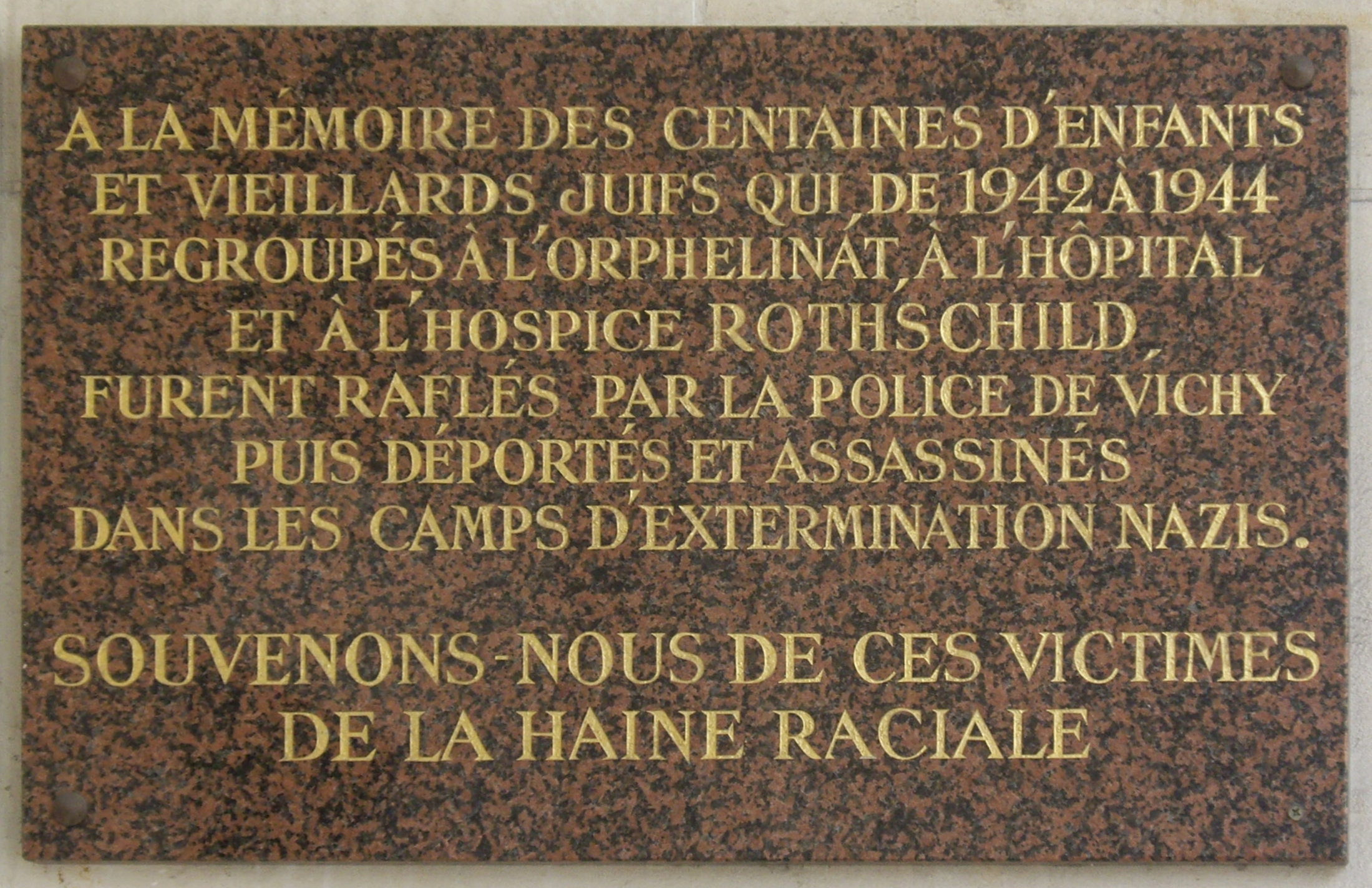
Erinnerungstafel am Rothschild-Krankenhaus in Paris

Léon Zadoc-Kahn (* 2. September 1870 in Paris; † 23. November 1943 in Auschwitz) war ein französischer Mediziner. Er wurde 1943 zusammen mit seiner Frau Suzanne im Konzentrationslager Auschwitz-Birkenau ermordet.

## Leben

### Herkunft
Léon Zadoc-Kahn war der Sohn des Großrabbiners von Frankreich Zadoc Kahn und von Ernestine Zadoc-Kahn. Er war der Bruder von Hélène Weill, Anne Madeleine Zadoc-Kahn, Paul Zadoc-Kahn, Edmond Zadoc-Kahn und Berthe Buna Bruhl.

### Suzanne Esther Kahn
Suzanne Esther Lang wurde am 26. März 1876 als Tochter von Ernest Lang und Fleurette Silz Lang in Paris geboren. Sie war die Schwester von  Marcelle Hinstin und Jeanne Lang Dreyfus. Ernest Lang, ein Textilindustrieller, wurde am 13. August 1848 in Mülhausen geboren und starb 1925 in Paris. Fleurette Silz wurde am 20. September 1853 in Mainz geboren.

### Familie
Léon Zadoc-Kahn heiratete Suzanne Esther Lang 1899. Das Paar hatte drei Kinder: Jean Lazare Zadoc-Kahn (1900–1982); Bertrand Roger Zadoc-Kahn (1901–1940) und Jacqueline Zadoc-Kahn Eisenmann (1904–1998). Bertrand Zadoc-Kahn war Leiter des Amerikanischen Krankenhauses in Paris und beging am 17. Juni 1940 wegen des deutschen Einmarschs in Frankreich Suizid.

### Vor dem Zweiten Weltkrieg
Léon Zadoc-Kahn wurde 1892 Assistenzarzt in den Krankenhäusern von Paris. Er wurde 1897 zum Doktor der Medizin promoviert. Von 1914 bis 1943 war er Chefarzt des Rothschild-Krankenhauses.
1915 nahm Léon Zadoc-Kahn als Militärarzt an einer Mission nach Thessaloniki teil. Im Jahr 1918 vermerkte das American Jewish Year Book (Jüdisches Jahr 5678) seine Rolle als Major.
1925 war er Mitarbeiter der kurzlebigen Zeitschrift La Revue juive.
Léon Zadoc-Kahn war Vorsitzender des Zentralkomitees des Keren Hayesod Frankreich. 1923 gründete Suzanne Kahn zusammen mit Yvonne Netter die Union jüdischer Frauen für Palästina, die zur französischen Sektion der Women’s International Zionist Organisation wurde. Léon war Vorstandsmitglied der Curie-Gesellschaft.

### Verhaftung und Tod
Léon und Suzanne Zadoc-Kahn lehnten unter dem Schock des Suizids ihres Sohnes Bertrand eine Emigration in die USA ab, die Katharine Graham, die Besitzerin der Washington Post, vorbereitet hatte.
Der Nobelpreisträger für Physiologie oder Medizin von 1980, Baruj Benacerraf, berichtet in seinen Memoiren:

« Léon Zadoc-Kahn, war ein angesehener Arzt am Rothschild-Krankenhaus in Paris gewesen. Die Nazis hatten in ihrer grausamen Gründlichkeit Léon und Suzanne Zadoc-Kahn in einem kleinen Dorf in der Nähe von Paris ausfindig machen können, wo sie sich versteckt hielten. »

Ihre letzte Adresse war Le Ruel in Haravilliers in Seine-et-Oise. Von dieser Adresse aus schrieb er am 28. Dezember 1942 einen Brief an Désirée Damengout, eine allgemeine Krankenschwester im Rothschild-Krankenhaus:

« Meine liebe Aufseherin und Freundin.
Die Wünsche, die ich heute an Sie richte, können Sie sich denken - dass das kommende Jahr die Wiederherstellung des normalen Betriebs des Hauses, das uns lieb und teuer ist, ermöglichen wird und für Sie persönlich die Rückkehr all dessen, was den Sinn des Lebens ausmacht.
Ich bitte Sie, meine Wünsche an alle meine Freunde in der Rue Santerre, Krankenschwestern und Ärzte, weiterzuleiten. Wenn Sie Zeit haben, würde ich mich sehr freuen, von allen zu hören und von ... »

Das Ehepaar Zadoc-Kahn wurde am 1. November 1943 verhaftet. Léon Zadoc-Kahn wurde mit dem Konvoi Nr. 62 am 20. November 1943 vom Lager Drancy nach Auschwitz deportiert. Seine Frau, Suzanne Zadoc-Kahn, wurde mit ihm im selben Transport deportiert. Sie wurden bei ihrer Ankunft in Auschwitz am 23. November 1943 ermordet.

## Ehrungen

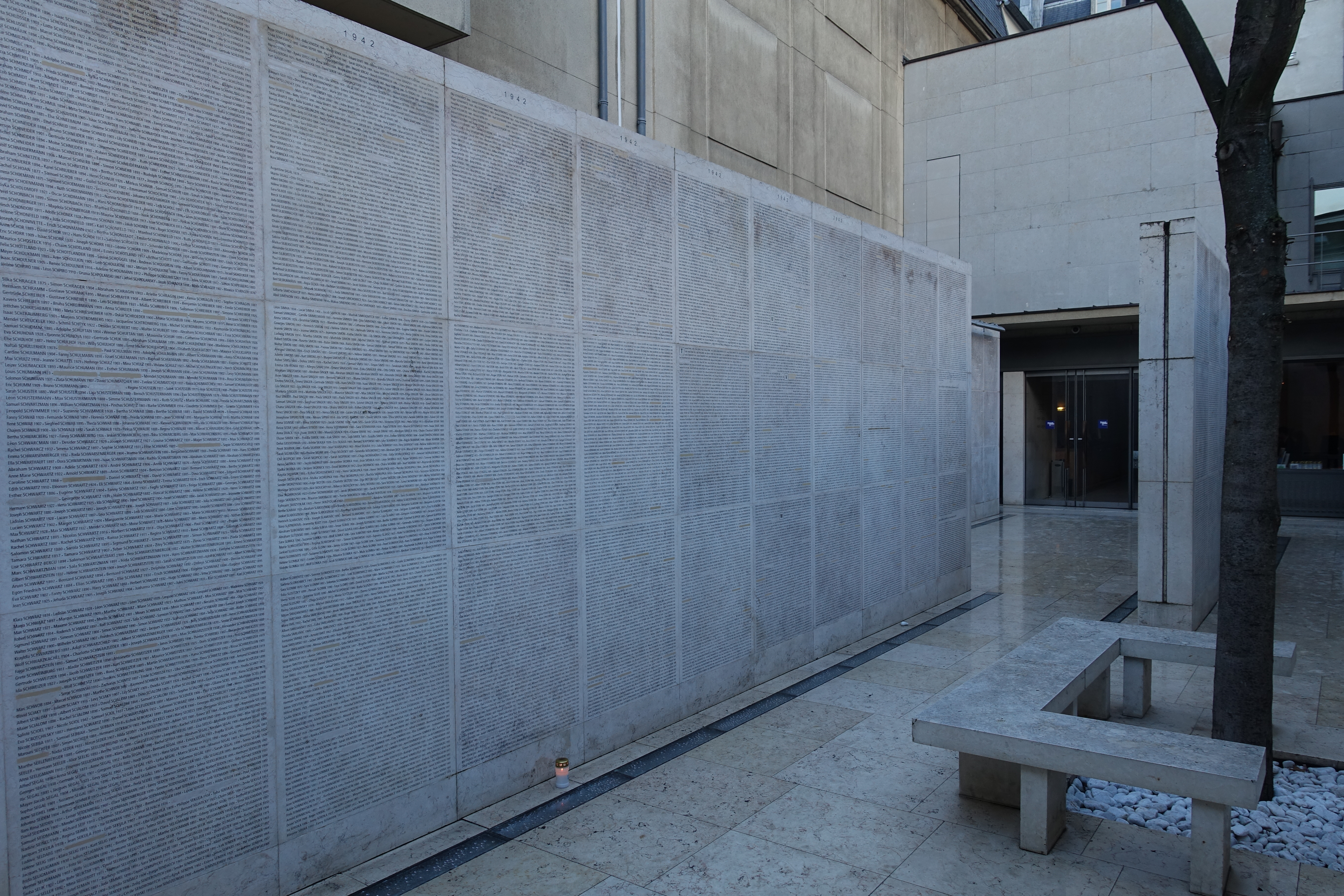
Mémorial de la Shoah, Mur des Noms

Léon Zadoc-Kahn war Träger des Croix de guerre 1914–1918 und Ritter der Ehrenlegion.
Am Hôtel-Dieu in Paris und in seinem letzten Wohnort Haravilliers sind Gedenktafeln angebracht. Sein Name steht auf der Mur des Noms im Mémorial de la Shoah in Paris.

## Schriften
- Deux cas de diabète grave chez des jeunes sans urobiline. Asselin et Houzeau, 1896.
- Étude sur la régénération du foie dans les états pathologiques (kystes hydatiques cirrhose alcoolique hypertrophique).  1896–1897, Band 24, Nr. 185.
- Résumé des titres et travaux scientifiques du docteur Léon Z. Kahn. G. Steinheil, Paris 1902.